# Pavlov Cup
Il Pavlov Cup è stato un torneo professionistico di tennis giocato su campi in cemento indoor. Faceva parte dell'ITF Women's Circuit, nella categoria $25.000. Si giocava annualmente a Minsk in Bielorussia.

## Albo d'oro

### Singolare
| Anno | Campionessa              | Finalista             | Punteggio        |
| ---- | ------------------------ | --------------------- | ---------------- |
| 2010 | Anna Lapuščenkova        | Lesya Tsurenko        | 6–1, 3–6, 7–6(2) |
| 2011 | Ol'ga Alekseevna Pučkova | Nadežda Kičenok       | 6–2, 7–5         |
| 2012 | Aljaksandra Sasnovič     | Ljudmyla Kičenok      | 6–0, 7–6(4)      |
| 2013 | Margarita Gasparjan      | Anastasіja Vasyl'jeva | 6–4, 6–4         |

### Doppio
| Anno | Campionesse                                   | Finaliste                        | Punteggio        |
| ---- | --------------------------------------------- | -------------------------------- | ---------------- |
| 2010 | Elena Bovina Irena Pavlović                   | Maret Ani Vitalija D'jačenko     | 6–0, 6–1         |
| 2011 | Ljudmyla Kičenok Nadežda Kičenok              | Teodora Mirčić Nicole Rottmann   | 6–1, 6–2         |
| 2012 | Kacjaryna Dzehalevič Aljaksandra Sasnovič (1) | Ljudmyla Kičenok Nadežda Kičenok | 1–6, 6–2, [10–3] |
| 2013 | Ilona Kramen' Aljaksandra Sasnovič (2)        | Anna Danilina Olga Doroshina     | 7–6(3), 6–0      |